# Baydar Shamsu
Baydar Shamsu (tiếng Ả Rập: بيدر شمسو) là một ngôi làng Syria ở Muhambal Nahiyah ở huyện Ariha, Idlib. Theo Cục Thống kê Trung ương Syria (CBS), Baydar Shamsu có dân số 768 trong cuộc điều tra dân số năm 2004.